# Verbascum brevipedicellatum
Verbascum brevipedicellatum là một loài thực vật có hoa trong họ Huyền sâm. Loài này được (Engl.) Huber-Mor. miêu tả khoa học đầu tiên năm 1973.